# 2178 Казахстанія
2178 Казахстанія (2178 Kazakhstania) — астероїд головного поясу, відкритий 11 вересня 1972 року.
Тіссеранів параметр щодо Юпітера — 3,642.